# Vicente Rojo Lluch
Vicente Rojo Lluch (La Font de la Figuera, 8 de outubro de 1894 – Madrid, 15 de junho de 1966) foi chefe do Estado Maior das Forças Armadas Espanholas durante a Guerra Civil Espanhola.

## Início da vida
Ele era o filho póstumo de um militar que lutou contra os Carlistas e nas campanhas de Cuba, de onde voltou doente.
Em 1911, Rojo entrou na Academia de Infantaria em Alcázar de Toledo, recebendo sua comissão em 1914 com o posto de segundo tenente, quarto numa classe de 390 cadetes. Depois de ter sido destacado para Barcelona ele foi para o Grupo de Regulares de Ceuta (os Regulares eram tropas coloniais Marroquinas com oficiais Espanhóis). Mais tarde ele foi enviado de volta a Barcelona e a La Seu d'Urgell.
Em 1922, tendo subido ao posto de capitão, ele retornou à Academia de Infantaria em Toledo, onde ocupou diversos cargos educacionais e administrativos. Ele foi um dos editores dos currículos sobre os temas "Táticas", "Armamento" e "Potência de Fogo" para a nova seção da Academia Militar de Saragoça. Neste período, na Academia, colaborou na fundação e direção da Coleção Bibliográfica Militar, juntamente com o capitão Emilio Alamán.
Em Agosto de 1932, ele deixou a Academia para entrar na Escola Superior de Guerra com o objetivo de fazer o curso do Estado Maior. Durante o seu tempo na academia, ocorreu um evento peculiar em que ele propôs aos cadetes uma suposição tática que consistia em passar pelo rio Ebro para estabelecer uma rota em Reus-Granadella, uma operação muito semelhante a outra poucos anos depois, durante a guerra civil, ela seria mais tarde colocada em prática na famosa Batalha do Ebro, na área entre Mequinenza e Amposta. Ele foi promovido a major em 25 de Fevereiro de 1936.

## Guerra Civil Espanhola
Quando a Guerra Civil começou (Julho de 1936), Rojo — um Católico devoto, e ligado à Unión Militar Española — permaneceu leal ao Governo Republicano e foi um dos profissionais militares que participaram na reorganização do Exército Republicano Espanhol.
Em Outubro de 1936 ele foi promovido a tenente-coronel e foi designado chefe do Estado-Maior General das Forças de Defesa comandado pelo General José Miaja, chefe da Junta de Defesa de Madrid criado para defender a capital a todo custo após a transferência do governo Republicano de Madrid para Valência. Nesta capacidade, ele preparou um plano de defesa eficaz para a cidade que impediu a sua queda. Depois, sua fama como organizador aumentou. Como chefe do Quartel-General do Exército Central, ele demonstrou excelente desempenho no planeamento das principais operações desenvolvidas pelo mencionado Exército, nas batalhas de Jarama, Guadalajara, Brunete  e Belchite.
Em 24 de Março de 1937 foi promovido a coronel, e após a formação do governo de Negrín em Maio, foi nomeado chefe do Estado-Maior do Comando Geral das Forças Armadas e chefe do Estado-Maior das Forças Terrestres. A partir dessa nova posição ele foi encarregado de dirigir a expansão do Exército do Povo, e criou o Exército Móvel denominado, que serviu como força ofensiva de avanço do Exército Republicano.
Em 22 de Setembro de 1937 ele foi promovido ao posto de general. Ao longo daquele ano, ele planeou as ofensivas de Huesca, Brunete, Belchite, Saragoça e Teruel. Ele foi premiado com a mais alta condecoração republicana, a "Placa Laureada de Madrid", em 11 de Janeiro de 1938, pelo seu planeamento da última operação mencionada.
A operação mais ambiciosa que ele realizou ao longo de 1938 foi a ofensiva do Ebro, um plano que cresceu da suposição tática previamente mencionada desenvolvida na Escola Superior de Guerra, que deu origem às longas batalhas do Ebro que se desenrolaram de 25 de Julho a 16 de Novembro de 1938. Nessas batalhas, a República jogou o seu prestígio internacional, sua resistência e a possibilidade de dar uma virada favorável ao curso da guerra. Em Dezembro de 1938, ele planeou uma ofensiva na Andaluzia e Extremadura, a fim de deter a ofensiva Nacionalista contra a Catalunha, mas os generais Matallana e Miaja rejeitaram o plano e a ofensiva não começou até Janeiro de 1939 e falhou.

## Exílio
Após a queda da Catalunha, em Fevereiro de 1939, ele mudou-se com o governo para a França, onde em 12 de Fevereiro de 1939 foi promovido ao posto de Tenente-general, o segundo apenas do exército Republicano.
Depois de uma breve estada naquele país, o Serviço de Emigração de Republicanos Espanhóis (SERE) pagou sua passagem para Buenos Aires. Entre 1943 e 1956, ele ensinou como professor na escola militar da Bolívia.
Rojo tem sido considerado um dos mais prestigiados oficiais militares da República e da guerra como um todo. Sua figura foi respeitada até mesmo pelos seus oponentes nacionalistas. A homenagem mais surpreendente é o retrato que Franco faz dele no filme Raza.

## Regresso a Espanha e morte
Em Fevereiro de 1957, ele retornou à Espanha, onde a maioria de sua família já vivia. Esse retorno foi possível graças a uma série de negociações que envolveram vários militares Nacionalistas em Madrid, o padre José Luís Almenar Betancourt SJ, um Jesuíta que entrou em contato durante a sua permanência na Bolívia, e o Bispo de Cochabamba, um ex-capelão militar. que serviu sob Rojo.
Embora ele não tenha sido incomodado no início pelas autoridades Franquistas, em 16 de Julho de 1957, o Tribunal Especial para a Repressão da Maçonaria e do Comunismo informou-o de que seria processado pelo crime de rebelião militar, em sua posição como ex Comandante do Exército. Essa era a acusação habitual de oficiais militares profissionais que não haviam se juntado aos rebeldes em 1936. Ele foi sentenciado a 30 anos, mas não cumpriu um único dia quando a sentença foi suspensa, e logo foi perdoado.
Vicente Rojo morreu em sua casa em Madrid em 15 de Junho de 1966. Dos obituários que aparecem na imprensa espanhola, apenas o do El Alcázar — porta-voz dos ex-combatentes Franquistas — e o do famoso escritor Falangista Rafael Garcia Serrano na imprensa do partido, elogiou amplamente as suas realizações militares.
Ele escreveu vários livros detalhando suas experiências militares na guerra civil, que foram publicados na seguinte ordem: ¡Alerta a los pueblos! (1939), ¡España heroica! (1961) e Así fue la defensa de Madrid' (1967).